# افسانه چهره‌آزاد
افسانه چهره‌آزاد (زادهٔ ۲۲ بهمن ۱۳۴۱) بازیگر سینما اهل ایران است. او نوه رقیه چهره آزاد بازیگر و همسر شاهرخ فروتنیان بازیگر و طراح صحنه و لباس سینما است.

## زندگی
افسانه چهره آزاد با نام اصلی افسانه نعمت ناصر متولد سال ۱۳۴۱ در تهران است. او دوره دوساله بازیگری را در اداره تئاتر زیر نظر حمید سمندریان گذرانده و فعالیتش را از سال ۱۳۶۶ با مجموعهٔ تلویزیونی سال‌های بدون خانه شروع کرد.
در دههٔ ۱۳۷۰ بازی در سینما را در نقش‌های مکمل آغاز کرد. اما بازی‌اش در مجموعهٔ تلویزیونی جمعه تعطیل نیست به همراهی علیرضا خمسه نقطه عطفی در کارنامهٔ بازیگری اوست.
بازی متفاوت او در نقش کوتاهی در فیلم «بوتیک» او را نامزد دریافت جایزه بهترین بازیگر نقش مکمل زن از هشتمین جشن خانه سینما کرد.
او در سال ۱۳۸۴ در نمایش پنجره‌ها به کارگردانی فرهاد آئیش بازی کرد و مورد توجه واقع شد.

## فیلم‌شناسی

### سینمایی

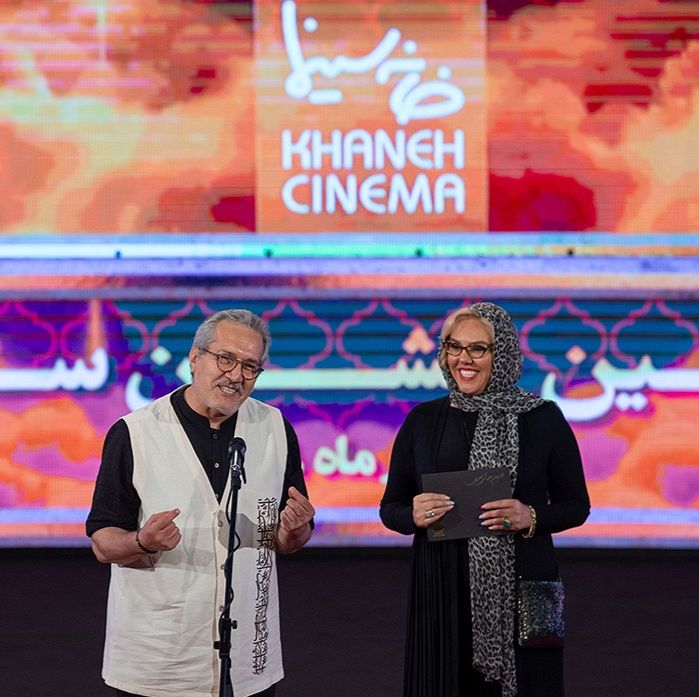
افسانه چهره‌آزاد در کنار همسرش شاهرخ فروتنیان

| سال تولید | نام فیلم             | کارگردان                |
| --------- | -------------------- | ----------------------- |
| ۱۴۰۰      | قدغن                 | مجید مافی               |
| ۱۳۹۹      | تروا                 | محمد علیزاده فرد        |
| ۱۳۹۷      | پالتو شتری           | مهدی علی‌میرزایی         |
| ۱۳۹۶      | سراسر شب             | فرزاد مؤتمن             |
| ۱۳۹۶      | کروکودیل             | مسعود تکاور             |
| ۱۳۹۳      | قندون جهیزیه         | علی ملاقلی پور          |
| ۱۳۹۲      | شیفتگی               | علی زمانی عصمتی         |
| ۱۳۹۱      | دهلیز                | بهروز شعیبی             |
| ۱۳۹۱      | جابه‌جا               | علی توکل‌نیا             |
| ۱۳۹۱      | هیچ‌کجا هیچ‌کس         | ابراهیم شیبانی          |
| ۱۳۸۹      | سیزده ۵۹             | سامان سالور             |
| ۱۳۸۸      | شکلات داغ            | حامد کلاهداری           |
| ۱۳۸۷      | شیرین                | عباس کیارستمی           |
| ۱۳۸۷      | حوالی اتوبان         | سیاوش اسعدی             |
| ۱۳۸۵      | ساعت ۲۵              | مسعود آب‌پرور            |
| ۱۳۸۵      | گناه من              | مهرشاد کارخانی          |
| ۱۳۸۵      | نسکافه داغ داغ       | علی قوی تن              |
| ۱۳۸۳      | اسپاگتی در هشت دقیقه | رامبد جوان              |
| ۱۳۸۲      | جایی برای زندگی      | محمد بزرگ‌نیا            |
| ۱۳۸۲      | بوتیک                | حمید نعمت‌الله           |
| ۱۳۸۲      | چند تار مو           | ایرج کریمی و سینا سلیمی |
| ۱۳۷۶      | ساغر                 | سیروس الوند             |
| ۱۳۷۱      | عاشق فقیر            | حسینعلی لیالستانی       |
| ۱۳۷۱      | یکبار برای همیشه     | سیروس الوند             |
| ۱۳۷۰      | دندان طلا            | منوچهر احترامی          |
| ۱۳۷۰      | دو همسفر             | اصغر هاشمی              |

### مجموعه تلویزیونی
1. ناریا (۱۴۰۴)
2. فریبا (۱۴۰۳)
3. هشت پا (۱۴۰۳)
4. احضار (۱۴۰۰)
5. کتونی زرنگی (۱۳۹۸)
6. بر سر دوراهی (۱۳۹۸)
7. دلدادگان (۱۳۹۶)
8. بیمار استاندارد (۱۳۹۴)
9. سر به راه (۱۳۹۳)
10. وضعیت سفید (۱۳۹۰)
11. آشپزباشی (۱۳۸۸)
12. کتاب‌فروشی هدهد (۱۳۸۵)
13. فاصله (۱۳۸۰)
14. داستان‌های نوروز (۱۳۷۹)
15. بومرنگ[۱] (۱۳۷۶)
16. ضیافت (۱۳۷۵)
17. تهران ۱۱–۵۹۵ ج ۴۸ (۱۳۷۶–۱۳۷۵)
18. فروشگاه (۱۳۷۵–۱۳۷۴)
19. برگی از زندگی (۱۳۷۳)
20. آپارتمان (۱۳۷۲–۱۳۷۱)
21. این خانه دور است (۱۳۷۰)
22. سال‌های بدون خانه (۱۳۶۶)

### پخش شبکه خانگی
- می‌خواهم زنده بمانم (۱۳۹۹)
- هم گناه (۱۳۹۸)
- ویلای من (۱۳۹۱)

### فیلم کوتاه
- به جا مانده (۱۳۹۸)

## جوایز و افتخارات
- نامزد تندیس زرین بهترین بازیگر نقش مکمل زن (فیلم بوتیک) در هشتمین دوره جشن خانه سینما - ۱۳۸۳